# Liga BVIFA 2022-23
La Liga BVIFA 2022-23 fue  la edición número 13 del Campeonato de fútbol de las Islas Vírgenes Británicas.
La temporada comenzó el 15 de octubre de 2022, finalizó el 2 de abril de 2023, y contó con la participación de 11 equipos.

## Clasificación
| Pos. | Equipo              | Pts. | PJ | G  | E | P  | GF | GC  | Dif. | Clasificación 2022-23 |
| ---- | ------------------- | ---- | -- | -- | - | -- | -- | --- | ---- | --------------------- |
| 1    | One Love United FC  | 49   | 19 | 16 | 1 | 2  | 81 | 19  | +62  | Campeón               |
| 2    | Sugar Boys FC       | 45   | 19 | 14 | 3 | 2  | 59 | 26  | +33  |                       |
| 3    | Wolues FC           | 41   | 19 | 12 | 5 | 2  | 81 | 29  | +52  |                       |
| 4    | Virgin Gorda United | 37   | 19 | 11 | 4 | 4  | 71 | 27  | +44  |                       |
| 5    | Rebels FC           | 35   | 19 | 11 | 2 | 6  | 84 | 34  | +50  |                       |
| 6    | Lion Heart FC       | 29   | 19 | 9  | 2 | 8  | 45 | 32  | +13  |                       |
| 7    | Panthers FC         | 22   | 19 | 7  | 1 | 11 | 54 | 55  | −1   |                       |
| 8    | Islanders FC        | 21   | 19 | 7  | 0 | 12 | 30 | 38  | −8   |                       |
| 9    | Old Madrid FC       | 6    | 19 | 2  | 0 | 17 | 18 | 112 | −94  |                       |
| 10   | Positive FC         | 3    | 19 | 1  | 0 | 18 | 19 | 158 | −139 |                       |
| 11   | One Caribbean       | 3    | 10 | 1  | 0 | 9  | 19 | 31  | −12  | Se retiró             |

Actualizado a los partidos jugados el 2 de abril de 2023.
 Fuente: RSSSF